# Cytryniec chiński
Cytryniec chiński (Schisandra chinensis (Turcz.) Baill.) – gatunek rośliny z rodziny cytryńcowatych. W stanie naturalnym występuje w górskich lasach i dolinach rzek Dalekiego Wschodu. Głównie w Rosji, Korei, Japonii i Chinach.

## Morfologia
ŁodygaJest elastyczna i oplata pnie drzew. Dorasta od 8 do 15 m, o średnicy od 1 do 1,5 cm.
LiścieOgonkowe, ułożone w pęczkach. Eliptyczne lub odwrotnie jajowate, o długości 10 cm i szerokości 5 cm. Brzeg mają drobnoząbkowany, nasada jest klinowata. Na końcu są zaostrzone, po roztarciu przyjemnie pachną. Dekoracyjne.
KwiatyRozdzielnopłciowe o średnicy ok. 2 cm, zwisające na długich szypułkach, skupione po od 2 do 5 w kątach liści. Pachnące, o kolorze białym lub kremowym, a w okresie przekwitania różowawym.
OwoceKłosowata kiść złożona z od 10 do 40 kulistych, soczystych, szkarłatnoczerwonych jagód o średnicy do 1 cm, które zawierają jedno lub dwa nasiona.

## Uprawa
WymaganiaStanowisko ciepłe, słoneczne lub lekko zacienione. Roślina powinna być osłonięta od wiatru. Gleba żyzna, wilgotna i przepuszczalna. Cytryniec chiński jest mrozoodporny, wytrzymuje spadki temperatur do -30 °C.

## Biologia i ekologia
Dwupienne pnącze. Kwitnie od maja do czerwca. Rośnie na glebach żyznych, próchnicznych, dostatecznie wilgotnych. Roślina mało wytrzymała na suszę, lubi stanowiska wodne.

## Zastosowanie
Owoc cytryńca chińskiego, nazywany owocem o pięciu smakach, stosowany był od tysięcy lat w medycynie starożytności. Używany był do leczenia impotencji u mężczyzn, rzeżączki oraz częstego oddawania moczu. Podawano go w terapiach chorób układu pokarmowego, biegunkach i występowaniu czerwonki. Używano go przy leczeniu astmy, kaszlu, kołatania serca, niedośnienia, stanach przemęczenia, nadmiernego pocenia czy bezsenności.
- Roślina lecznicza:
  - Surowiec zielarski: Owoce i nasiona. Owoce zawierają cukry, kwasy organiczne (kwas cytrynowy, kwas jabłkowy, kwas winowy) i witaminę C. Nasiona zawierają schizandrynę i schizandrol i witaminę E.
  - Działanie: Owoce zwiększają zdolności do pracy umysłowej i fizycznej, usuwają zmęczenie, poprawiają ostrość widzenia w ciemności.
- Roślina ozdobna, rozmnażana z odkładów i odrostów korzeniowych. W Polsce bywa sadzona w parkach.
- Roślina owocowa. Uprawiana jako drzewo owocowe we wschodniej Azji.
- Roślina jadalna. Z owoców sporządza się konfitury, dżemy. Soku używa się jako dodatek smakowy do win. Z kory i liści sporządza się napar, który może zastąpić herbatę.

## Galeria

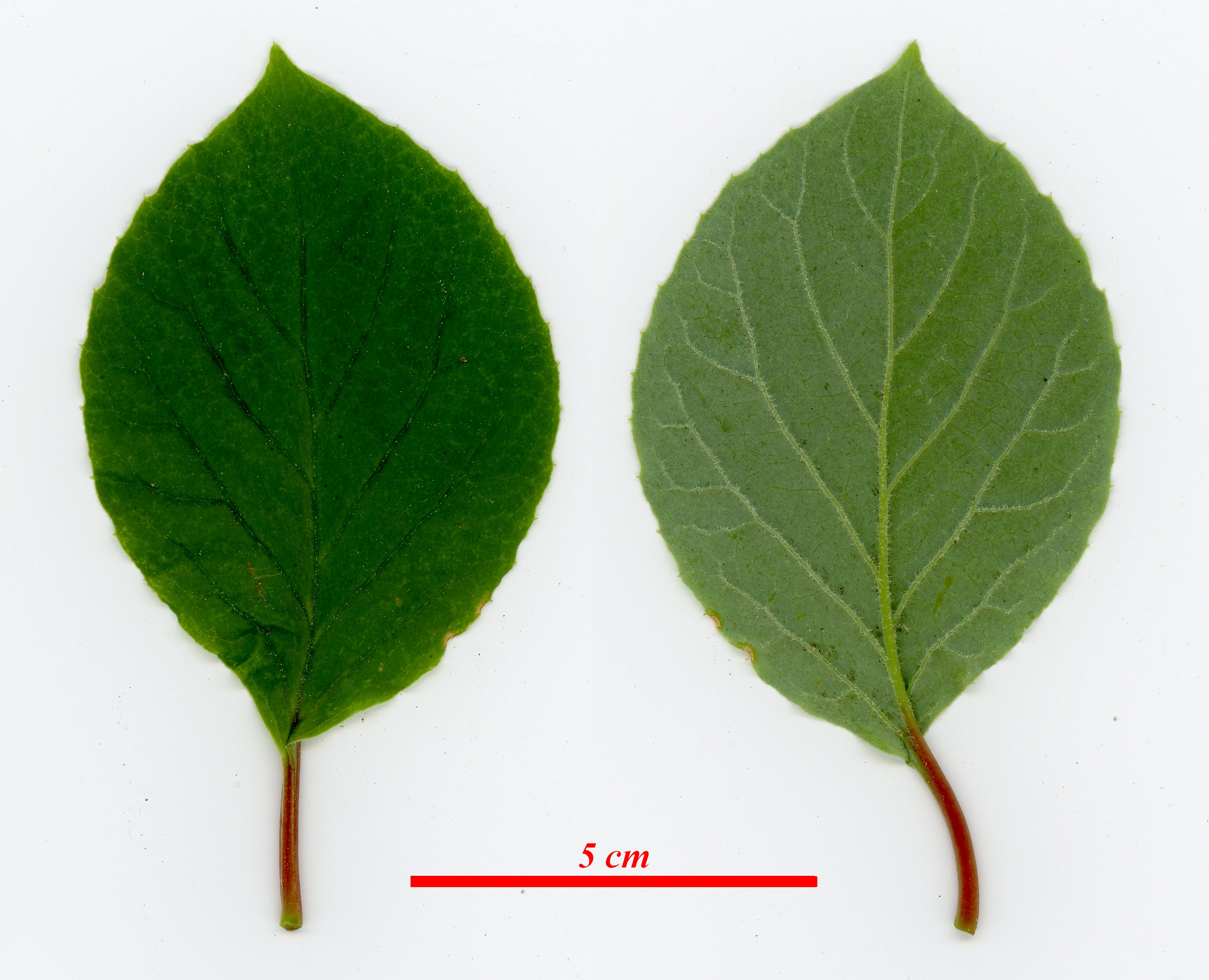
Cytryniec chiński. Liście
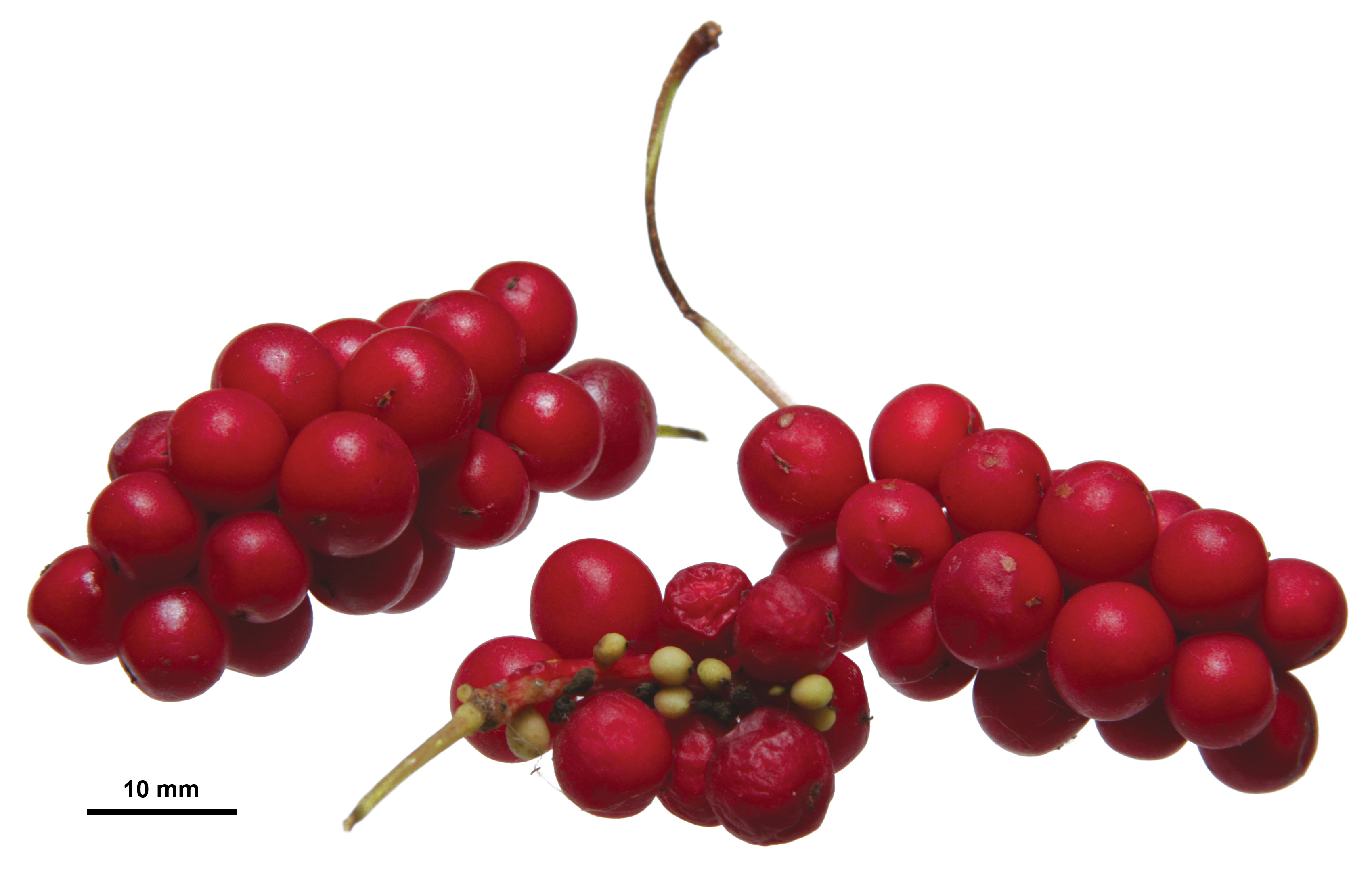
Cytryniec chiński. Owoce
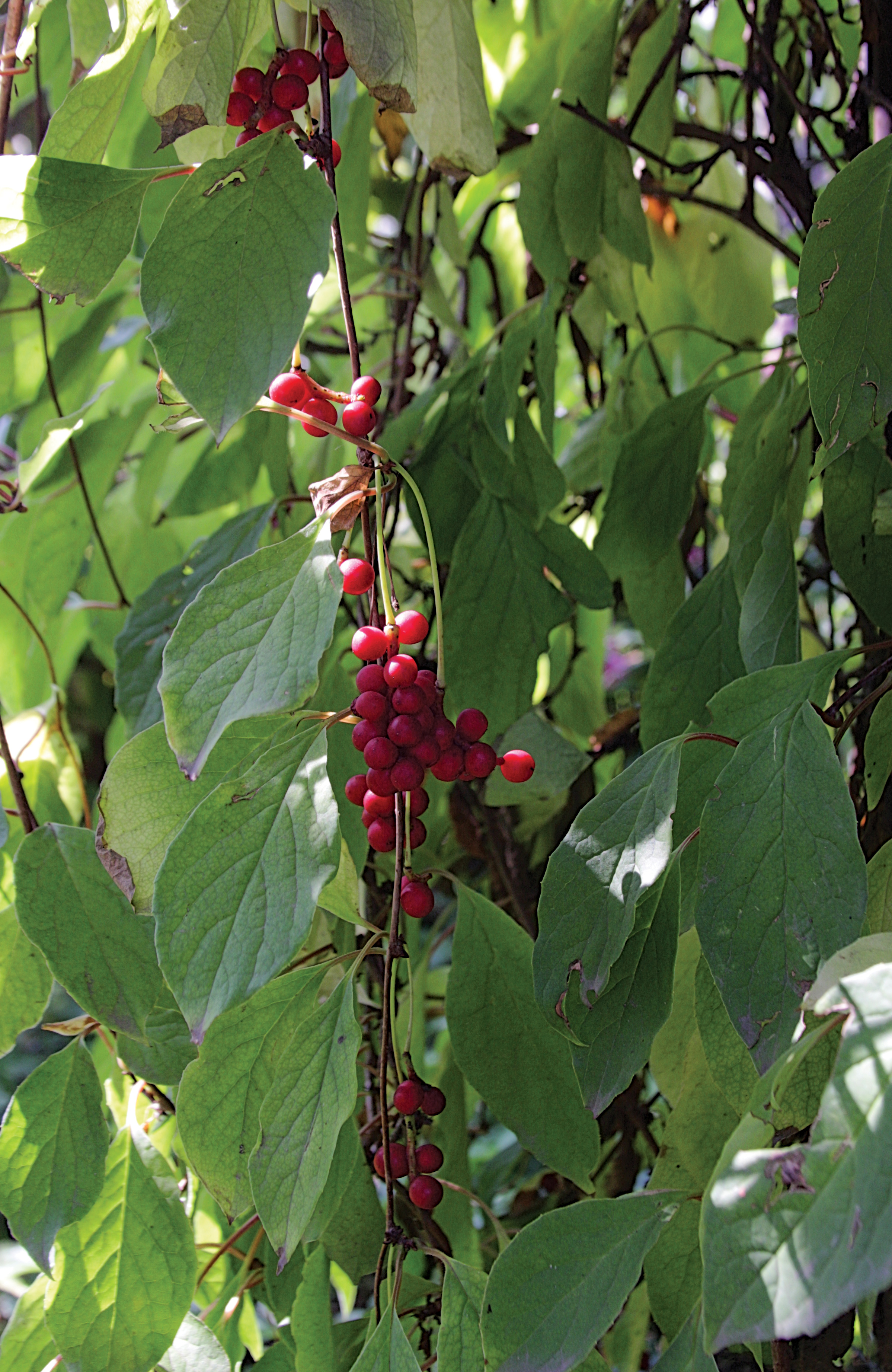
Cytryniec chiński